# 亞茲諾湖 (涅韋利斯基區)
56°02′54″N 29°18′29″E / 56.04833°N 29.30806°E
亞茲諾湖（俄语：Язно），是俄羅斯的湖泊，位於該國西北部，由普斯科夫州負責管轄，處於涅韋爾區，面積7.1平方公里，集水區面積85.4平方公里，平均水深3.4米，最大水深16.6米。